# 稲尾Q談
『稲尾Q談』（いなおキューだん）は、1983年10月2日から1984年3月25日まで、朝日放送の制作により、テレビ朝日系列局で放送されていたトーク番組である。放送時間は毎週日曜 8:30 - 9:00 （日本標準時）。

## 概要
稲尾和久と彼の長女・多香子がゲストを迎えて対談していた番組。同日曜8:30 - 9:00枠は、かつて『ワールド・ナウ』→『ザ・コンピニオン』→『ハロー!コンピニオン』と立て続けに情報番組が放送されていた枠であったが、本番組で対談番組枠に変更された。
その後、稲尾がロッテオリオンズの監督に就任したことから、本番組は1984年3月に終了した。

## 出演者
- ホスト（司会）：稲尾和久
- ホステス（アシスタント）：稲尾多香子 - 後の庄野多香子。2014年現在日本テレビの社員。

## 主題歌
- 松山千春「眠れない時代」

## 放送局
- 朝日放送（制作局）：日曜 8:30 - 9:00
- 北海道テレビ：日曜 8:30 - 9:00[2]
- 東日本放送：日曜 8:30 - 9:00[3]
- 福島放送：日曜 8:30 - 9:00[3]
- テレビ朝日：日曜 8:30 - 9:00
- 新潟テレビ21：日曜 8:30 - 9:00[4]（放送開始前日の1983年10月1日に開局）
- 福井放送：土曜 8:00 - 8:30（1984年3月31日まで放送[5]）